# Metin Aktaş
Metin Aktaş (ur. 1 sierpnia 1977 w Akçaabacie) – turecki piłkarz, reprezentant Turcji.

## Kariera
Karierę piłkarską rozpoczynał w Trabzonsporze. Następnie występował w tureckich zespołach: Akçaabat Sebatspor, Kayserispor, Diyarbakırspor, Çaykur Rizespor, Giresunspor, Akçaabat Sebatspor, Diyarbakırspor, Şanlıurfaspor i Adana Demirspor.
Występował w kadrze narodowej seniorów, rozegrał w niej 3 mecze.

## Sukcesy
- Trabzonspor
  - Puchar Turcji: 2002/03
- Adana Demirspor
  - TFF 2. Lig: 2011/12
  - TFF 1. Lig: 2011/12
- Reprezentacja Turcji U-21
  - udział w rozgrywkach Mistrzostwa Europy U-21 w piłce nożnej: 2000